# Chiara Pasqualini
Chiara Pasqualini (Trento, 22 ottobre 1994) è una calciatrice italiana, attaccante del Trento Clarentia.

## Carriera

### Club
Chiara Pasqualini nasce a Trento e cresce a Cognola, una sua frazione, con i genitori, dimostrando interesse per il calcio fin dalla gioventù, giocando a centrocampo nelle formazioni giovanili miste della Polisportiva Calisio assieme alla concittadina Alessandra Tonelli.
Dal 2007 decide di passare al Trento, dove ha l'occasione di continuare l'attività agonistica in una squadra completamente femminile, venendo inizialmente inserita nella formazione Esordienti (Under-14) e conquistando velocemente la fiducia della società che dalla stagione successiva la inserisce nella rosa della prima squadra, facendo il suo debutto in Serie A2, l'allora secondo livello del campionato italiano femminile di calcio, il 18 gennaio 2009, a soli 15 anni, alla 11ª giornata, nella partita vinta fuori casa per 1-0 sulle avversarie dell'Entella Chiavari. Veste la maglia del Trento per due stagioni, venendo impiegata in campionato in 12 occasioni, prima di lasciare la squadra.
Durante il calciomercato estivo 2010 coglie l'occasione offertale dal Südtirol Vintl Damen il quale, club con sede a Vandoies/Vintl e fresco vincitore della stagione 2009-2010 di Serie A2, cerca di rafforzare il proprio organico in vista dell'impegnativo primo campionato di Serie A della sua storia sportiva. Pur essendo in rosa con la prima squadra, al suo primo anno in biancorosso Pasqualini viene impiegata essenzialmente nella formazione che partecipa al Campionato Primavera. Dalla stagione successiva è stabilmente in prima squadra, impiegata nel reparto offensivo, rimanendo in biancorosso anche dopo il trasferimento della società a Bolzano, e conseguente nuova identità societaria Südtirol Damen Bolzano. Alla quarta stagione in cadetteria, anche grazie al suo apporto di 21 reti siglate al termine del campionato 2014-2015 che la laurea capocannoniere della squadra, contribuisce alla riconquista della Serie A della società altoatesina garantendole il debutto in massima serie che non era riuscita ad avere al suo primo anno in biancorosso.
Dopo due stagioni in Serie B con le altoatesine dell'Unterland, durante la sessione estiva di calciomercato 2018 si trasferisce alle baresi del Pink Sport Time, tornando a disputare  la Serie A durante la stagione 2018-2019, restando tuttavia sino al successivo calciomercato invernale, accasandosi al Tavagnacco, altra squadra della massima serie con la quale termina il resto della stagione.
Svincolata dalla squadra friulana, la successiva estate sottoscrive un accordo con il Trento Clarentia ricominciando dalla Serie C nazionale.

## Palmarès

### Club
- Campionato italiano di Serie B: 2

Südtirol: 2014-2015